# Арпашу-де-Жос
Арпашу-де-Жос (рум. Arpașu de Jos) — село у повіті Сібіу в Румунії. Адміністративний центр комуни Арпашу-де-Жос.
Село розташоване на відстані 188 км на північний захід від Бухареста, 37 км на схід від Сібіу, 135 км на південний схід від Клуж-Напоки, 78 км на захід від Брашова.

## Населення
За даними перепису населення 2002 року у селі проживали 1127 осіб.
Національний склад населення села:
| Національність | Кількість осіб | Відсоток |
| -------------- | -------------- | -------- |
| румуни         | 1046           | 92,8%    |
| цигани         | 80             | 7,1%     |

Рідною мовою назвали:
| Мова      | Кількість осіб | Відсоток |
| --------- | -------------- | -------- |
| румунська | 1098           | 97,4%    |
| циганська | 29             | 2,6%     |